# Hietzinger Friedhof

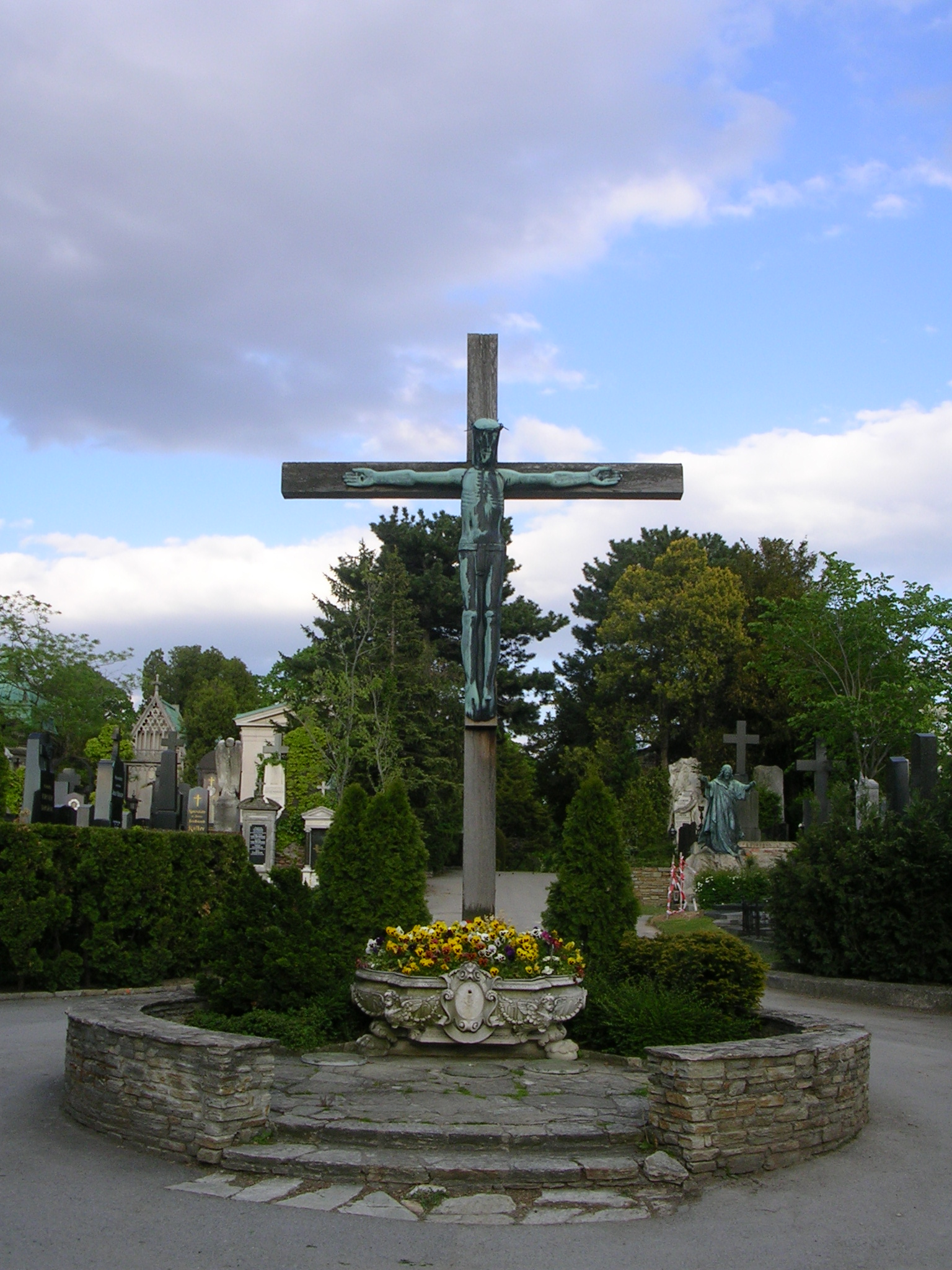
Cruz no Cemitério Hietzing

O Hietzinger Friedhof é um cemitério em Hietzing, desde 1893 o 13. distrito de Viena.

## Sepulturas de personalidades preminentes

### Sepulturas honorárias

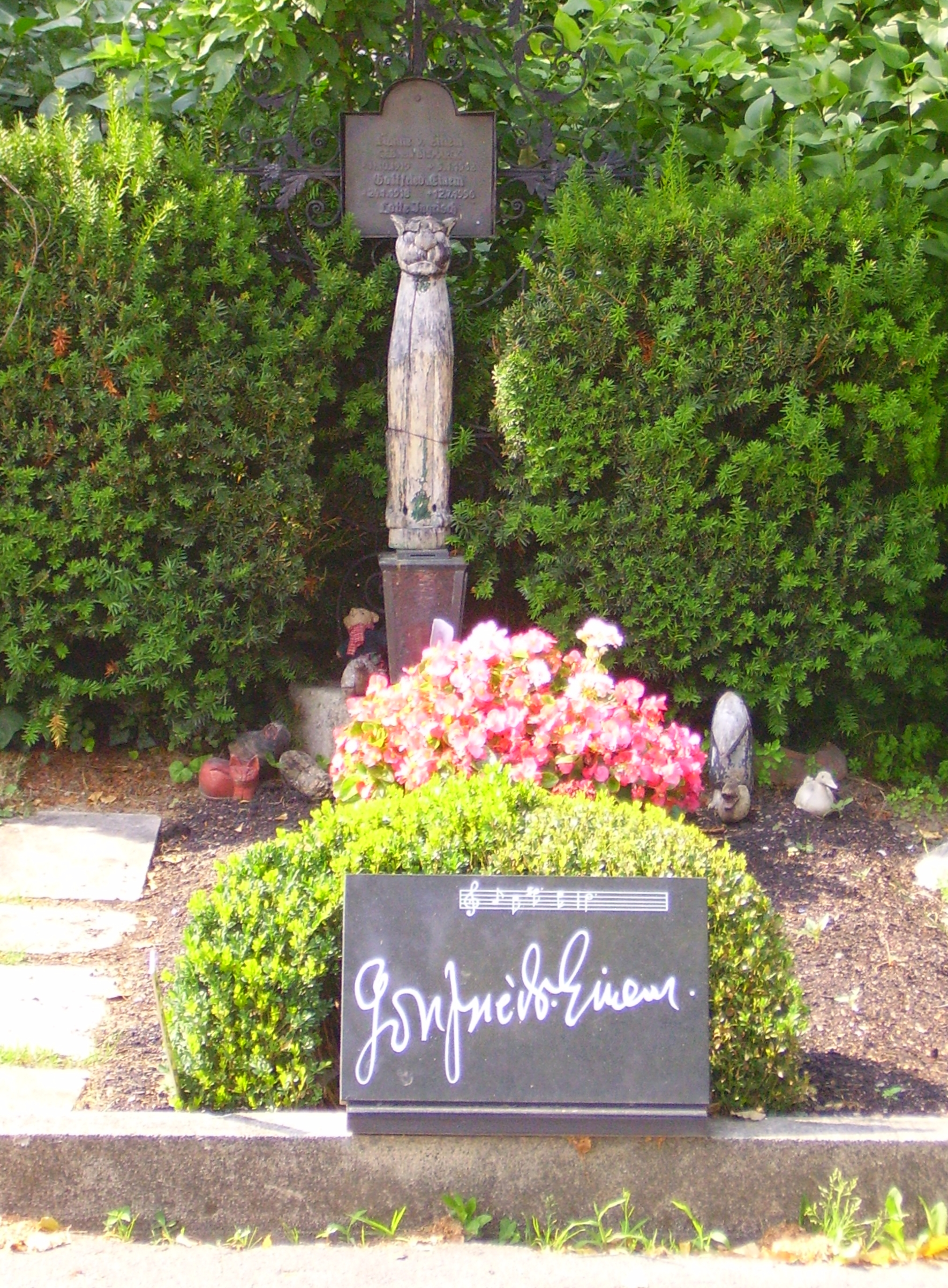
Sepultura honorária de Gottfried von Einems

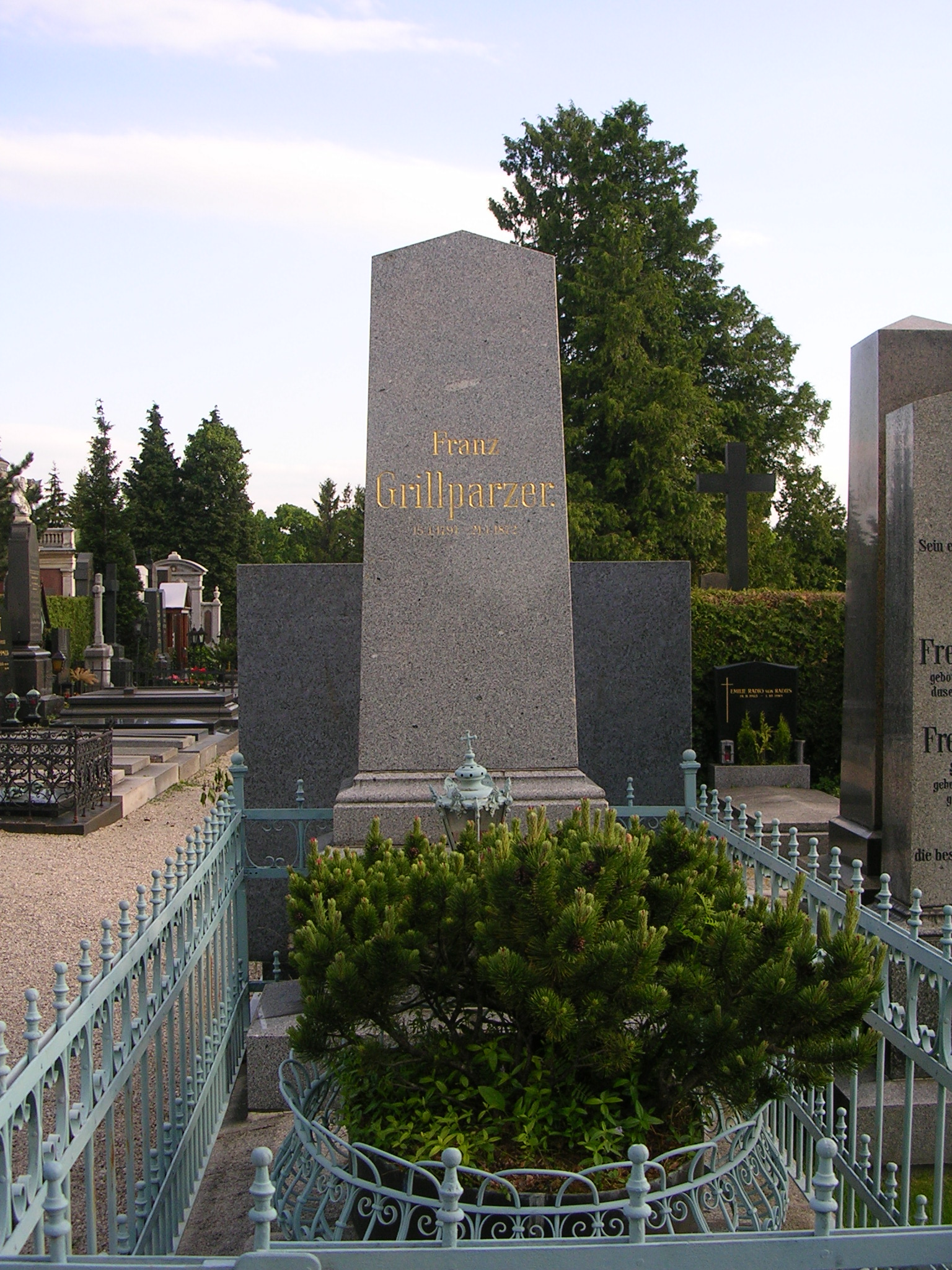
Sepultura de Franz Grillparzer

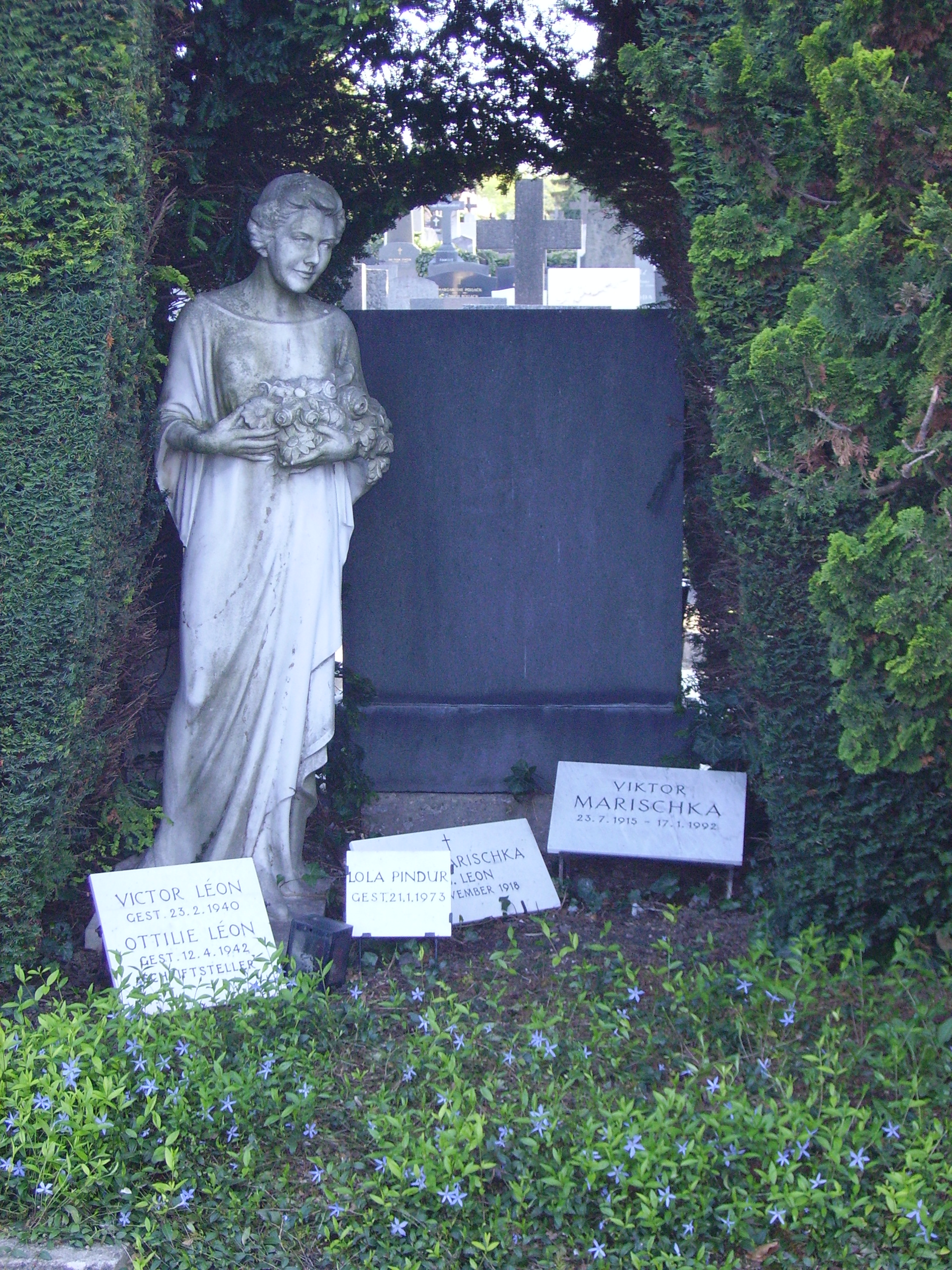
Sepultura de Victor Léon

O Hietzinger Friedhof contém 111 sepulturas honorárias.
| Nome                             | Período   | Ocupação                                                    |
| -------------------------------- | --------- | ----------------------------------------------------------- |
| Alban Berg                       | 1885–1935 | compositor                                                  |
| Carlo Böhm                       | 1917–1997 | ator                                                        |
| Barbara Bogner (geb. Fröhlich)   | 1797–1878 | cantora e pintora, irmã de Kathi Fröhlich                   |
| Heinz Conrads                    | 1913–1986 | ator                                                        |
| Engelbert Dollfuss               | 1892–1934 | político                                                    |
| Gottfried von Einem              | 1918–1996 | compositor                                                  |
| Heinrich Eisenbach               | 1870–1923 | ator                                                        |
| Fanny Elßler                     | 1810–1884 | dançarina                                                   |
| Eduard Fischer                   | 1862–1935 | general e escritor                                          |
| Johanna Franul von Weißenthurn   | 1773–1845 | atriz e escritora                                           |
| Anna (Netti) Fröhlich            | 1793–1880 | cantora, irmã de Kathi                                      |
| Kathi Fröhlich                   | 1800–1879 | cantora, namorada de Franz Grillparzer                      |
| Joseph Giampietro                | 1866–1913 | ator e humorista                                            |
| Karl Gölsdorf                    | 1861–1916 | construtor de locomotivas                                   |
| Bruno Granichstaedten            | 1879–1944 | compositor e pianista                                       |
| Franz Grillparzer                | 1791–1872 | escritor                                                    |
| Richard Groner                   | 1853–1931 | historiador local e jornalista                              |
| Anton Hanak                      | 1875–1934 | escultor                                                    |
| Gerhard Hanappi                  | 1929–1980 | jogador de futebol e arquiteto                              |
| Karl Hartl                       | 1899–1978 | regente de filme                                            |
| Joseph Hellmesberger senior      | 1828–1893 | virtuoso do violino                                         |
| Josef Hellmesberger junior       | 1855–1907 | compositor de opereta e mestre da capela da corte           |
| Georg Hellmesberger senior       | 1800–1873 | violinista e dirigente                                      |
| Ferdinand Hellmesberger          | 1863–1940 | dirigente, violoncelista e mestre de capela                 |
| Peter Hey                        | 1914–1994 | Artista de cabaré                                           |
| Egon Hilbert                     | 1899–1968 | diretor da Ópera Estatal de Viena                           |
| Hans Jaray                       | 1906–1990 | ator e regente                                              |
| Josef Josephi                    | 1852–1920 | ator                                                        |
| Carl Kalwoda                     | 1896–1951 | ator                                                        |
| Wilhelm Karczag                  | 1857–1923 | diretor de teatro                                           |
| Louise Kartousch                 | 1886–1964 | atriz                                                       |
| Gustav Klimt                     | 1862–1918 | pintor                                                      |
| Marie Emilie Auguste Koberwein   | 1819–1895 | atriz                                                       |
| Alexander Kolisko                | 1857–1918 | patologista e médico legal                                  |
| Victor Léon                      | 1860–1940 | libretista                                                  |
| Alexander Lernet-Holenia         | 1897–1976 | escritor                                                    |
| Emmerich Magyar (Robert)         | 1847–1899 | ator e regente                                              |
| Johann Malfatti                  | 1775–1859 | médico                                                      |
| Gustav Maran                     | 1854–1917 | ator                                                        |
| Hubert Marischka                 | 1882–1959 | ator e diretor de teatro                                    |
| Ludwig Wilhelm Mauthner          | 1806–1858 | pediatra                                                    |
| Karl Mayerhofer                  | 1828–1913 | cantor de ópera da corte                                    |
| Lotte Medelsky                   | 1880–1960 | atriz                                                       |
| Ludwig Moser                     | 1869–1938 | compositor, irtuoso do órgão, rofessor de música para cegos |
| Josef Hilarius Nowalski de Lilia | 1857–1928 | arqueólogo                                                  |
| Herbert Reisner                  | 1912–1982 | neurologista e psiquiatra                                   |
| Henriette Strauß                 | 1818–1878 | cantora de ópera da corte                                   |
| Willy Strehl                     | 1851–1941 | cantor de opereta                                           |
| Karl Tautenhayn                  | 1871–1949 | compositor                                                  |
| Otto Wagner                      | 1841–1918 | arquiteto                                                   |
| Richard Waldemar                 | 1869–1946 | ator                                                        |
| Stella Wang-Tindl                | 1895–1974 | pianista                                                    |
| Lucille Marcell-Weingartner      | 1887–1921 | cantora de câmara                                           |
| Rudolf Weinwurm                  | 1835–1911 | diretor musical                                             |
| Mathilde Wildauer                | 1820–1878 | atriz e cantora de ópera da corte                           |
| Klaus Wildbolz                   | 1937–2017 | ator                                                        |
| Leopold Zechner                  | 1884–1968 | político                                                    |
| Gustav Zelibor                   | 1903–1978 | compositor e mestre de capela                               |
| Mizzi Zwerenz                    | 1876–1947 | atriz e soprano de ópera                                    |

### Sepulturas de outras personalidades

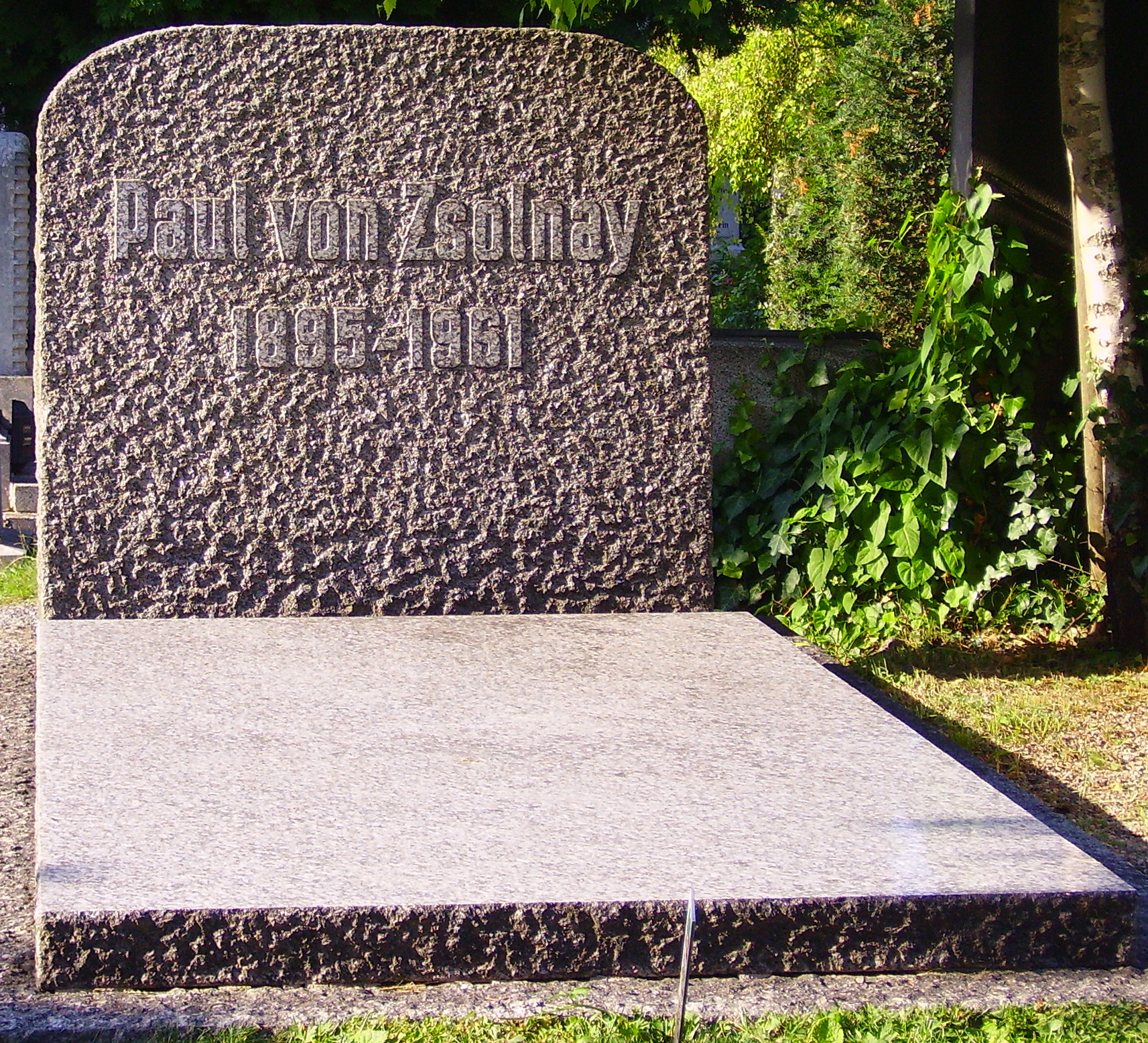
Sepultura de Paul von Zsolnay

| Nome                             | Dados     | Ocupação                                                                          |
| -------------------------------- | --------- | --------------------------------------------------------------------------------- |
| Hermann Aichinger                | 1885–1962 | arquiteto                                                                         |
| Hermann Aichinger junior         | 1917–1965 | arquiteto                                                                         |
| Carl Auer von Welsbach           | 1858–1929 | químico, inventor                                                                 |
| Josef Bandion                    | 1930–2005 | magistrado da cidade de Viena                                                     |
| Carl von Bardolff                | 1865–1953 | marechal de campo                                                                 |
| Josef Freiherr von Bezecny       | 1829–1904 | intendente geral do teatro da corte                                               |
| Friedrich Birsak                 | 1909–1997 | Oficial profissional                                                              |
| Helmut Boese                     | 1911–1983 | biblotecário                                                                      |
| Otto Böhler                      | 1847–1913 | artista de silhueta                                                               |
| Jean-Baptiste Cléry              | 1759–1809 | seguidor de Luís XVI de França                                                    |
| Franz Graf Conrad von Hötzendorf | 1852–1925 | marechal de campo                                                                 |
| Ernst Décsey                     | 1870–1941 | escritor e crítico musical                                                        |
| Anton Dermota                    | 1910–1989 | tenor                                                                             |
| Hans Duhan                       | 1890–1971 | barítono                                                                          |
| Franz Dworak                     | 1902–1979 | político                                                                          |
| Peter Ebinger                    | 1958–2015 | cavaleiro de adestramento                                                         |
| Rüdiger Engerth                  | 1919–2005 | crítico de arte                                                                   |
| Karl Flödl                       | 1900–1968 | político                                                                          |
| August Forstner                  | 1876–1941 | político                                                                          |
| Walter Frodl                     | 1916–1994 | historiador da arte                                                               |
| Eva Frodl-Kraft                  | 1916–2011 | historiadora da arte                                                              |
| Martin Gerlach junior            | 1879–1944 | fotógrafo                                                                         |
| Ella Giampietro                  | 1871–?    | atriz, mulher de Joseph Giampietro                                                |
| Franz Glawatsch                  | 1871–1928 | cantor de opereta                                                                 |
| Franz Haider                     | 1877–1951 | político                                                                          |
| Marte Harell                     | 1907–1996 | atriz                                                                             |
| Hans Hass                        | 1919–2013 | zoólogo, pesquisador marinho                                                      |
| Karl Hauschka                    | 1896–1981 | arquiteto                                                                         |
| Robert Hochner                   | 1945–2001 | jornalista e moderador de televisão                                               |
| Emil Hochreiter                  | 1872–1938 | compositor                                                                        |
| Hubert Hofeneder                 | 1915–1996 | político                                                                          |
| Ernst Huber                      | 1895–1960 | pintor                                                                            |
| Franz Hubmann                    | 1914–2007 | fotógrafo                                                                         |
| Gustav Hummer                    | 1877–1959 | político                                                                          |
| Josef Kalenberg                  | 1886–1962 | cantor de ópera                                                                   |
| Helmut Koinigg                   | 1948–1974 | piloto de corrida                                                                 |
| Joseph Ritter von Kerzl          | 1841–1919 | médico particular de Francisco José I da Áustria                                  |
| Karl Killmeyer                   | 1923–2015 | corredor de speedway                                                              |
| Rudolf Kinauer                   | 1908–1979 | historiador da cartografia                                                        |
| Ernst Kirchweger                 | 1898–1965 | democrata social                                                                  |
| Kurt Klaudy                      | 1905–2009 | arquiteto                                                                         |
| Julie Kopacsy-Karczag            | 1867–1957 | cantora de opereta                                                                |
| Walter Koschatzky                | 1921–2003 | historiador da arte                                                               |
| Victor Kraft                     | 1880–1975 | teórico da ciência                                                                |
| Leopoldine Kutzel                | 1860–1935 | cantora popular                                                                   |
| Herbert Laszlo                   | 1940–2009 | pesquisador da felicidade                                                         |
| Willy Lorenz                     | 1914–1995 | escritor                                                                          |
| Ernst Marischka                  | 1893–1963 | regente                                                                           |
| Georg Mautner Markhof            | 1926–2008 | industrial e político                                                             |
| Carl Melles                      | 1926–2004 | dirigente                                                                         |
| Fritz Moravec                    | 1922–1997 | alpinista                                                                         |
| Koloman Moser                    | 1868–1918 | pintor                                                                            |
| Gustav Nebehay                   | 1881–1935 | comerciante de arte                                                               |
| Gustav Otruba                    | 1925–1994 | historiador da economia, sociólogo e escritor                                     |
| Clemens Pausinger                | 1908–1989 | combatente da reistência                                                          |
| Wolfgang Pillewizer              | 1911–1999 | cartógrafo                                                                        |
| Pia Maria Plechl                 | 1933–1995 | jornalista e escritora                                                            |
| Rudolf Prack                     | 1905–1981 | ator                                                                              |
| Grete Rader-Soulek               | 1920–1997 | artista têxtil                                                                    |
| Hugo Reichenberger               | 1873–1938 | dirigente e compositor                                                            |
| Heinz Reuter                     | 1914–1994 | meteorologista e diretor do Zentralanstalt für Meteorologie und Geodynamik (ZAMG) |
| Anton von Schmerling             | 1805–1893 | político, jurista                                                                 |
| Franz Xaver von Schönaich        | 1844–1916 | general, ministro da guerra                                                       |
| Aloys von Seiller                | 1833–1918 | diplomata                                                                         |
| Herbert Seiter                   | 1921–1996 | compositor, músico                                                                |
| Stefan Schödl                    | 1957–2005 | entomologista                                                                     |
| Katharina Schratt                | 1853–1940 | atriz                                                                             |
| Franz Seitelberger               | 1916–2007 | neurologista                                                                      |
| Rudolf Sieczyński                | 1879–1952 | compositor                                                                        |
| Oskar Siedek                     | 1853–1934 | pioneiro da cremação na Áustria                                                   |
| Erwin Strahl                     | 1929–2011 | ator                                                                              |
| Ludwig Streicher                 | 1920–2003 | contrabaixista                                                                    |
| Hans Strotzka                    | 1917–1994 | psicólogo                                                                         |
| Bernhard Tittel                  | 1873–1942 | mestre de capela na Staatsoper                                                    |
| Gustav Ucicky                    | 1899–1961 | regente de filme                                                                  |
| Hermann Josef Ullrich            | 1888–1982 | músico                                                                            |
| Carl Unger                       | 1915–1995 | pintor                                                                            |
| Walter Varndal                   | 1901–1993 | ator                                                                              |
| André de la Varre                | 1904–1987 | regente e produtor de filme                                                       |
| Erich Veit                       | 1896–1981 | pintor e gráfico                                                                  |
| Franz Walzer                     | 1919–1975 | político                                                                          |
| Franz Windhager                  | 1879–1959 | pintor e gráfico                                                                  |
| Else Wohlgemuth                  | 1881–1972 | atriz                                                                             |
| Leo Wollner                      | 1925–1995 | projetista têxtil                                                                 |
| Gisa Wurm                        | 1885–1957 | atriz (sepultura abandonada)                                                      |
| Paul Zifferer                    | 1879–1929 | escritor, jornalista e diplomata                                                  |
| Paul Zsolnay                     | 1895–1961 | publicista                                                                        |